# Шведская академия
Шве́дская акаде́мия (швед. Svenska Akademien) — шведская научная организация, основанная Густавом III в 1786 году и являющая одной из Шведских королевских академий. Это национальный аналог Французской академии, созданный по образцу последней, для изучения и упорядочения шведского языка и словесности. Занимает бывшее здание биржи на площади Стурторьет.
В числе первых 18 членов академии оказался и 29-летний фаворит короля Г. М. Армфельт. Трудами Армфельта и короля Густава — подвижников Шведского Просвещения — в Стокгольме были открыты драматический и оперный театры, академия музыки. За три года до Густава его кузина Екатерина II основала в Санкт-Петербурге академию Российскую.
Шведская академия состоит из ограниченного количества мест (их меньше, чем во Франции — не 40, а 18), занимаемых пожизненно известными шведскими писателями, учёными, общественными деятелями, чьи произведения считаются образцовыми; для литератора членство в Шведской академии — высший национальный престиж. Основное занятие Академии — нормирование шведского языка, или, как сформулирована официально эта цель — хранить «чистоту, силу и тонкость шведского языка» (швед. Svenska Språkets renhet, styrka och höghet). Девиз академии — «Талант и вкус» (швед. Snille och Smak).
Академия издаёт два нормативных словаря: «Шведский академический словник» (швед. Svenska Akademiens ordlista в одном томе, переиздавался неоднократно) и многотомный «Шведский академический словарь» (швед. Svenska Akademiens ordbok). Работа над последним начата в 1898 году. По состоянию на 2014 год работа шла над буквой «V».
С 1901 года ежегодно Шведская академия по завещанию Альфреда Нобеля присуждает Нобелевскую премию по литературе. Эта особая роль вот уже более века делает Шведскую академию, которая до того была заметным учреждением лишь в масштабе страны, одной из наиболее влиятельных литературных сил в мире. Вместе с тем на её долю приходится и вся та критика, которую встречает присуждение этой премии.